# Clarence Goodson
Clarence Edgar Goodson IV (Alexandría, Virginia, Estados Unidos, 17 de mayo de 1982) es un futbolista estadounidense. Juega de defensor central y su equipo actual es el San Jose Earthquakes de la Major League Soccer.

## Trayectoria

### Inicios
Clarence Goodson asistió a la Escuela Secundaria Annandale durante dos años antes de trasladarse a la escuela secundaria WT Woodson. Fue el Jugador Más Valioso de Annandale, estableciendo un récord de goles y puntos conseguidos por un jugador de segundo año con la escuela. Después de esto, ganó el título estatal de Virginia jugando para WT Woodson High School en 2000. Luego de graduarse de la secundaria, Goodson se unió a la Universidad de Maryland en el año 2000. Tras pasar un año de "redshirt" en 2001, ayudó a anclar la defensa en uno de los mejores equipos de fútbol universitario en los Estados Unidos. Con Maryland, Goodson jugó 66 partidos, anotando 10 goles y registrando 11 asistencias.

### Profesional
Goodson fue elegido en la primera ronda (séptimo en la general) del SuperDraft de la MLS de 2004 por el Dallas Burn (hoy en día conocido como FC Dallas). Durante su primer año en el club solo jugó cinco partidos de liga, pero en el 2005 se convirtió en un titular regular con el equipo tejano.
En 2007 abandonó el FC Dallas, y aunque los San Jose Earthquakes tenían sus derechos para 2008, Goodson decidió abandonar la MLS y fichar con el equipo noruego IK Start.
Luego de dos temporadas con el Start fue fichado por el Brondby IF de la Superliga danesa. Con el Brondy, Goodson llegó a convertirse en capitán para la temporada 2011/12 y jugó un total de 66 partidos y anotó cinco goles. Después de tres años con el club danés decidió regresar a los Estados Unidos, y en julio de 2013 fichó con el San Jose Earthquakes de la Major League Soccer.

## Clubes
| Club                 | País           | Periodo    |
| -------------------- | -------------- | ---------- |
| FC Dallas            | Estados Unidos | 2004-2007  |
| IK Start             | Noruega        | 2008-2011  |
| Brøndby IF           | Dinamarca      | 2011- 2013 |
| San Jose Earthquakes | Estados Unidos | 2013-      |

## Selección nacional
Goodson es un miembro regular de la Selección de fútbol de los Estados Unidos, habiendo disputado hasta 2012 más de 30 partidos con la misma. Su primer partido internacional lo jugó en un amistoso ante Suecia el 19 de enero de 2008. También participó en las Copas de Oro de 2009, 2011 y 2013, y fue parte de la representción estadounidense que compitió en la Copa Mundial de Fútbol de 2010 en Sudáfrica.
El 12 de mayo de 2014, Goodson fue incluido en la lista provisional de 30 jugadores que representarán a Estados Unidos en la Copa Mundial de Fútbol de 2014. No obstante, Goodson, junto con otros seis jugadores, no fue incluido en la lista final de 23 futbolistas.

### Participaciones en Copas Mundiales
| Mundial                        | Sede      | Resultado   |
| ------------------------------ | --------- | ----------- |
| Copa Mundial de Fútbol de 2010 | Sudáfrica | 8° de final |

### Participaciones en la Copa de Oro de la Concacaf
| Copa                            | Sede           | Resultado  |
| ------------------------------- | -------------- | ---------- |
| Copa de Oro de la Concacaf 2009 | Estados Unidos | Subcampeón |
| Copa de Oro de la Concacaf 2011 | Estados Unidos | Subcampeón |
| Copa de Oro de la Concacaf 2013 | Estados Unidos | Campeón    |

### Goles con la selección nacional
| #  | Fecha               | Lugar                                   | Oponente    | Gol   | Resultado | Competición                     |
| -- | ------------------- | --------------------------------------- | ----------- | ----- | --------- | ------------------------------- |
| 1. | 23 de julio de 2009 | Soldier Field, Chicago, EE. UU.         | Honduras    | 1 – 0 | 2 – 0     | Copa de Oro de la Concacaf 2009 |
| 2. | 23 de enero de 2010 | Home Depot Center, Los Ángeles, EE. UU. | Honduras    | 1 – 3 | 1 – 3     | Amistoso                        |
| 3. | 11 de junio de 2011 | Raymond James Stadium, Tampa, EE. UU.   | Panamá      | 1 – 2 | 1 – 2     | Copa de Oro de la Concacaf 2011 |
| 4. | 5 de julio de 2013  | Qualcomm Stadium, San Diego, EE. UU.    | Guatemala   | 5 – 0 | 6 – 0     | Amistoso                        |
| 5. | 21 de julio de 2013 | M&T Bank Stadium, Baltimore, EE. UU.    | El Salvador | 1 – 0 | 5 – 1     | Copa de Oro de la Concacaf 2013 |

## Estadísticas
Actualizado el 27 de marzo de 2014.
| FC Dallas(4) Estados Unidos |               |               |     |    |    |   |   |    |     |    |
| 1ª | 2004          | 5             | 0   | 0  | 0  | - | - | 5  | 0   |    |
| 1ª | 2005          | 31            | 2   | 1  | 0  | - | - | 32 | 2   |    |
| 1ª | 2006          | 15            | 0   | 0  | 0  | - | - | 15 | 0   |    |
| 1ª | 2007          | 28            | 1   | 1  | 0  | 2 | 0 | 31 | 1   |    |
| Total club | Total club    | 90            | 4   | 7  | 1  | 2 | 0 | 99 | 5   |    |
| IK Start · Noruega | 1ª            | 2009          | 21  | 3  | 0  | 0 | 0 | 0  | 21  | 3  |
| IK Start · Noruega | 1ª            | 2010          | 26  | 3  | 0  | 0 | 0 | 0  | 26  | 3  |
| IK Start · Noruega | Total club    | Total club    | 47  | 6  | 0  | 0 | 0 | 0  | 47  | 6  |
| Brøndby IF Dinamarca | 1ª            | 2010/11       | 10  | 2  | 0  | 0 | 0 | 0  | 10  | 2  |
| Brøndby IF Dinamarca | 1ª            | 2011/12       | 31  | 2  | 2  | 0 | 2 | 0  | 35  | 2  |
| Brøndby IF Dinamarca | 1ª            | 2012/13       | 19  | 1  | 2  | 0 | - | -  | 13  | 1  |
| Brøndby IF Dinamarca | Total club    | Total club    | 60  | 5  | 4  | 0 | 2 | 0  | 66  | 5  |
| San Jose Earthquakes Estados Unidos |               |               |     |    |    |   |   |    |     |    |
| 1ª | 2013          | 9             | 0   | 0  | 0  | 0 | 0 | 9  | 0   |    |
| 1ª | 2014          | 1             | 0   | 0  | 0  | 0 | 0 | 1  | 0   |    |
| Total club | Total club    | 10            | 0   | 0  | 0  | 0 | 0 | 10 | 0   |    |
| Total carrera | Total carrera | Total carrera | 207 | 15 | 11 | 1 | 4 | 0  | 222 | 16 |
| (1)Incluye datos de la Postemporada de la MLS (2005, 2006, 2007). (2)Incluye datos de la US Open Cup (2005, 2007); la Copa de Dinamarca (2011/12, 2012/13) (3)Incluye datos de la SuperLiga de Norteamérica (2007); la UEFA Europa League (2011/12) (4)Conocido como Dallas Burn hasta 2004. |               |               |     |    |    |   |   |    |     |    |